# Джим Кавийзъл
Джеймс Кавийзъл (на английски: James Caviezel), по-известен като Джим Кавийзъл, е американски актьор.
Става популярен с ролята си на Исус Христос във филма на Мел Гибсън „Страстите Христови“. Изиграва също Едмон Дантес в „Граф Монте Кристо“, Боби Джоунс в „Гениално хрумване“ и Джон Рийз в „Под наблюдение“.
Произходът на Джеймс Кавийзъл е реторомански.

## Филмография
- „Моят личен Айдахо“ (1991)
- „Уайът Ърп“ (1994)
- „Скалата“ (1996)
- „Ед“ (1996)
- „Редник Джейн“ (1997)
- „Тънка червена линия“ (1998)
- „Да яздиш с дявола“ (1999)
- „Всяка една неделя“ (1999)
- „Предай нататък“ (2000)
- „Пряко включване“ (2000)
- „Ангелски очи“ (2001)
- „Граф Монте Кристо“ (2002)
- „Тежки престъпления“ (2002)
- „Аз съм Дейвид“ (2003)
- „Последен спомен“ (2004)
- „Страстите Христови“ (2004)
- „Отвлечени“ (2006)
- „Дежа вю“ (2006)
- „Затворникът“ (2009)
- „Под наблюдение“ (2011 – 2016)
- „Невъзможно бягство“ (2013)
- „Звукът на свободата“ (2023)